# Кратность критической точки
Кратность критической точки {\displaystyle C^{\infty }}-гладкой функции {\displaystyle f:\mathbb {R} ^{n}\to \mathbb {R} } — размерность так называемой локальной алгебры градиентного отображения этой функции в рассматриваемой точке.

## Определение
| Пусть {\displaystyle f:\mathbb {R} ^{n}\to \mathbb {R} } — {\displaystyle C^{\infty }}-гладкая функция от {\displaystyle n} переменных {\displaystyle x_{1},\ldots ,x_{n}}, имеющая {\displaystyle O\in \mathbb {R} ^{n}} своей критической точкой. Соответствующее градиентное отображение {\displaystyle \nabla f:\mathbb {R} ^{n}\to \mathbb {R} ^{n}} задается формулой {\displaystyle (x_{1},\ldots ,x_{n})\mapsto (\partial f/\partial x_{1},\ldots ,\partial f/\partial x_{n}).} Введем следующие обозначения: - {\displaystyle \mathbb {R} [[x_{1},\ldots ,x_{n}]]} — алгебра формальных степенных рядов от переменных {\displaystyle x_{1},\ldots ,x_{n}} с центром в {\displaystyle O.} - {\displaystyle I_{\nabla f}=(\partial f/\partial x_{1},\ldots ,\partial f/\partial x_{n})} — идеал в алгебре гладких функций, порожденный образующими {\displaystyle \partial f/\partial x_{1},\ldots ,\partial f/\partial x_{n}.} Сопоставляя каждой гладкой функции её формальный ряд Тейлора, мы получаем вложение {\displaystyle I_{\nabla f}} в алгебру {\displaystyle \mathbb {R} [[x_{1},\ldots ,x_{n}]]}. Локальной алгеброй градиентного отображения в точке {\displaystyle O} называется факторалгебра {\displaystyle \mathbb {R} [[x_{1},\ldots ,x_{n}]]/I_{\nabla f},} а её размерность {\displaystyle \mu =\dim \,\mathbb {R} [[x_{1},\ldots ,x_{n}]]/I_{\nabla f}} называется кратностью функции {\displaystyle f} в точке {\displaystyle O.} |

В случае, когда функции {\displaystyle \partial f/\partial x_{1},\ldots ,\partial f/\partial x_{n}} имеют в точке {\displaystyle O} линейно независимые градиенты (это условие равносильно тому, что гессиан функции {\displaystyle f} отличен от нуля), кратность {\displaystyle \mu =1}, и критическая точка {\displaystyle O} называется невырожденной.
Удобно также положить {\displaystyle \mu =0} в случае некритической точки.

## Функции одной переменной
В этом случае {\displaystyle n=1}, и кратность {\displaystyle \mu } критической точки {\displaystyle O} может быть определена условием:
{\displaystyle {\frac {d^{i}f}{dx^{i}}}(O)=0\quad (\forall i=1,\ldots ,\mu ),\quad {\frac {d^{\mu +1}f}{dx^{\mu +1}}}(O)\neq 0,}
при этом значение {\displaystyle \mu =0} соответствует некритической точке. Действительно, так как в этом случае степенной ряд функции {\displaystyle \nabla f={\partial f}/{\partial x}} начинается с члена {\displaystyle x^{\mu },} то любой элемент {\displaystyle g\in \mathbb {R} [[x]]} представим в виде {\displaystyle g=p_{\mu -1}+\alpha \cdot \nabla f}, где {\displaystyle \alpha \in \mathbb {R} [[x]]} и {\displaystyle p_{\mu -1}} — многочлен степени {\displaystyle \mu -1,} задаваемый {\displaystyle \mu } коэффициентами, т.е. {\displaystyle \dim \,\mathbb {R} [[x]]/I_{\nabla f}=\mu .}
Теорема Тужрона в этом случае принимает тривиальный вид: в окрестности критической точки конечной кратности {\displaystyle \mu } существуют координаты, в которых функция имеет вид 
| {\displaystyle f(x)=x^{\mu +1}.} |

## Функции нескольких переменных
В этом случае важной характеристикой критической точки {\displaystyle O} является ранг {\displaystyle r} матрицы Гессе {\displaystyle H(f)} в точке {\displaystyle O}.
- Если {\displaystyle r=n}, то (по лемме Морса) в окрестности точки {\displaystyle O} функция {\displaystyle f(x)} с помощью выбора гладких локальных координат приводится к виду

| {\displaystyle \sum _{i=1}^{n}\alpha _{i}x_{i}^{2},\quad \alpha _{i}=\pm 1.} |

- Если {\displaystyle r=n-1}, то в окрестности точки {\displaystyle O} функция {\displaystyle f(x)} с помощью выбора гладких локальных координат приводится к виду

{\displaystyle \sum _{i=1}^{n-1}\alpha _{i}x_{i}^{2}+g(x_{n}),\quad \alpha _{i}=\pm 1,}
и, если кратность функции {\displaystyle g(x_{n})} равна {\displaystyle \mu <\infty }, то приводится к виду
| {\displaystyle \sum _{i=1}^{n-1}\alpha _{i}x_{i}^{2}+x_{n}^{\mu +1},\quad \alpha _{i}=\pm 1,\quad 2\leq \mu <\infty .} |

- Если {\displaystyle r=n-2}, то в окрестности точки {\displaystyle O} функция {\displaystyle f(x)} с помощью выбора гладких локальных координат приводится к виду

{\displaystyle \sum _{i=1}^{n-2}\alpha _{i}x_{i}^{2}+g(x_{n-1},x_{n}),\quad \alpha _{i}=\pm 1,}
где ряд Тейлора функции {\displaystyle g(x_{n-1},x_{n})} начинается с мономов степени {\displaystyle \geq 3.}
- Если кубическая часть функции {\displaystyle g(x_{n-1},x_{n})} имеет три различных (вещественных или комплексных) корня, то {\displaystyle f(x)} приводится к виду

| {\displaystyle \sum _{i=1}^{n-2}\alpha _{i}x_{i}^{2}+x_{n-1}x_{n}^{2}\pm x_{n}^{3},\quad \alpha _{i}=\pm 1.} |

- Если кубическая часть функции {\displaystyle g(x_{n-1},x_{n})} имеет два различных корня (один из них — кратный), то, при выполнении дополнительного условия общности положения, функция {\displaystyle f(x)} приводится к виду

| {\displaystyle \sum _{i=1}^{n-2}\alpha _{i}x_{i}^{2}+x_{n-1}x_{n}^{2}\pm x_{n}^{\mu +1},\quad \alpha _{i}=\pm 1,\quad 3\leq \mu <\infty .} |

## Теорема деления
| Пусть {\displaystyle f:\mathbb {R} ^{n+1}\to \mathbb {R} } — гладкая функция от {\displaystyle n+1} переменной {\displaystyle x,y_{1},\ldots ,y_{n}}, имеющая точку {\displaystyle 0\in \mathbb {R} ^{n+1}} своей критической точкой конечной кратности {\displaystyle \mu \geq 0} по переменной {\displaystyle x}, т.е. {\displaystyle {\frac {\partial ^{i}f}{\partial x^{i}}}(0)=0\quad (\forall i=1,\ldots ,\mu ),\quad {\frac {\partial ^{\mu +1}f}{\partial x^{\mu +1}}}(0)\neq 0.\quad \ (*)} Тогда в окрестности точки {\displaystyle 0} функция {\displaystyle f} представима в виде {\displaystyle f(x,y_{1},\ldots ,y_{n})=\varphi (x,y_{1},\ldots ,y_{n})\cdot {\Bigl (}x^{\mu +1}+\sum _{i=0}^{\mu }a_{i}(y_{1},\ldots ,y_{n})x^{\mu -i}{\Bigr )},\quad \ (**)} где {\displaystyle \varphi } и {\displaystyle a_{i}} — гладкие функции своих аргументов, {\displaystyle \varphi (x,y_{1},\ldots ,y_{n})} не обращается в нуль и {\displaystyle a_{i}(0,\ldots ,0)=0} для всех {\displaystyle i<\mu }. |

Впервые эта теорема была доказа Вейерштрассом для голоморфных функций комплексных переменных
(теорема деления по Вейерштрассу). Приведённый выше вещественный аналог часто называют теоремой деления по Мальгранжу или по Мазеру.

## Критические точки отображений
Кратность критической точки {\displaystyle C^{\infty }}-гладкого отображения {\displaystyle f:\mathbb {R} ^{n}\to \mathbb {R} ^{n},} {\displaystyle n>1,} — это размерность локальной алгебры данного отображения.
| Пусть {\displaystyle f:\mathbb {R} ^{n}\to \mathbb {R} ^{n}} — {\displaystyle C^{\infty }}-гладкое отображение, имеющее {\displaystyle O\in \mathbb {R} ^{n}} своей критической точкой. Отображение {\displaystyle f} задается набором {\displaystyle n} функций {\displaystyle f_{1},\ldots ,f_{n}} от {\displaystyle n} переменных {\displaystyle x_{1},\ldots ,x_{n}}. Введем следующие обозначения: - {\displaystyle \mathbb {R} [[x_{1},\ldots ,x_{n}]]} — алгебра формальных степенных рядов от переменных {\displaystyle x_{1},\ldots ,x_{n}} с центром в {\displaystyle O.} - {\displaystyle I_{f}=(f_{1},\ldots ,f_{n})} — идеал в алгебре гладких функций, порожденный образующими {\displaystyle f_{1},\ldots ,f_{n}.} Сопоставляя каждой гладкой функции её формальный ряд Тейлора, мы получаем вложение {\displaystyle I_{f}} в алгебру {\displaystyle \mathbb {R} [[x_{1},\ldots ,x_{n}]]}. Локальной алгеброй отображения в точке {\displaystyle O} называется факторалгебра {\displaystyle \mathbb {R} [[x_{1},\ldots ,x_{n}]]/I_{f},} а её размерность {\displaystyle \mu =\dim \,\mathbb {R} [[x_{1},\ldots ,x_{n}]]/I_{f}} называется кратностью отображения {\displaystyle f} в точке {\displaystyle O.} |